# Frieda Vahrenhorst
Frieda Vahrenhorst (* 27. Februar 1915 in Hannover; † unbekannt) war eine führende politische Aktivistin der Sozialistischen Front.

## Leben und Tätigkeit
Nach dem Besuch der Volksschule und der Aufbauschule Wunstorf ging sie 1932 nach Frankreich, wo sie zunächst in Troyes in einer Strumpffabrik arbeitete. Anschließend erhielt sie eine Stellung als Kindermädchen bei einem Rittmeister in Paris. Von dort ging sie als Kindermädchen zu Verwandten in Den Haag.
1935 kehrte Vahrenhorst nach Deutschland zurück, wo sie kurzzeitig in der Buch- und Steindruckerei Edler & Krusche als Arbeiterin tätig war.
Seit Ende 1935 übernahm Varenhorst Botengänge für die von Werner Blumenberg organisierte sozialistische Untergrundgruppe. So übergab sie einem Kontaktmann versandfertig gemachte Sozialistische Blätter zur Lancierung in die nach-zensierte Post. Später beteiligte sie sich an der Organisation des Auslandsversands solcher Blätter. Nach der Festnahme oder Emigration anderer Funktionäre stieg sie in die Führung der Sozialistischen Front auf.
In der Nacht vom 16. zum 17. August 1936 floh Varenhorst zusammen mit Werner Blumenberg in die Niederlande, nachdem sich Hinweise verdichtet hatten, dass die Polizei auf ihre Aktivitäten aufmerksam geworden war und ihre Verhaftung bevorstehe.
Von den nationalsozialistischen Polizeiorganen als Staatsfeindin eingestuft, wurde Vahrenhorst im Frühjahr 1940 vom Reichssicherheitshauptamt auf die Sonderfahndungsliste G.B. gesetzt, da Vahrenhorst in Großbritannien vermutet wurde. Bei dieser Liste handelte es sich um eine Aufstellung von Personen, die im Falle einer Besetzung der Britischen Inseln durch die Wehrmacht von Sonderkommandos der SS mit besonderer Priorität ausfindig gemacht und verhaftet werden sollten.
Nach der deutschen Besetzung der Niederlande im Zweiten Weltkrieg lebte Frieda Vahrenhorst dort unter falscher Identität mit Werner Blumenberg zusammen. Blumenbergs Frau hatte ihn mit den gemeinsamen Kindern verlassen müssen, um eine Verhaftung ihres Mannes zu vermeiden. 1944 bekamen Vahrenhorst und Blumenberg eine gemeinsame Tochter. Nachdem Blumenberg 1948 von seiner ersten Frau geschieden worden war, heiratete Frieda Vahrenhorst ihn im Jahr 1953. Das Paar ließ sich dauerhaft in den Niederlanden nieder, wo Blumenberg am Internationalen Institut für Sozialgeschichte tätig war.